# Jakub Janouch
Jakub Janouch (ur. 13 czerwca 1990) – czeski siatkarz, grający na pozycji rozgrywającego, reprezentant Czech. 

## Sukcesy klubowe
Liga czeska:
- 2015, 2016, 2023[1], 2025[2]
- 2014, 2022[3], 2024[4]
- 2011, 2017, 2018

Puchar Czech:
- 2014, 2016[5][6], 2018, 2025[7]

Superpuchar Niemiec:
- 2018

Puchar Niemiec:
- 2019

Liga niemiecka:
- 2019

## Sukcesy reprezentacyjne
Liga Europejska:
- 2018

## Nagrody indywidualne
- 2016: MVP czeskiej Ekstraligi w sezonie 2015/2016